# Sevirato
Il sevirato è una delle magistrature minori dell'antica Roma a carattere prevalentemente onorario; coloro che ne facevano parte erano chiamati "seviri". Questo nome deriva da sex (sei) e vir (uomo), in quanto il sevirato era un collegio di sei persone; l'abbreviazione epigrafica di sevir (seviro) era infatti vi vir.
Nelle città municipali, infatti, la carica veniva di solito rivestita dai liberti arricchiti e consisteva prevalentemente nell'organizzare giochi e spettacoli. 

Tra questi grande importanza avevano i combattimenti dei gladiatori per la cui organizzazione erano necessarie ingenti somme che spesso i liberti, grazie ai traffici di varia natura da loro gestiti, generalmente possedevano.
Il sevirato assunse dunque un forte valore simbolico per i liberti come mezzo per testimoniare non solo l'affrancazione dalla schiavitù, ma soprattutto la propria ascesa sociale.